# AeroVelo Atlas

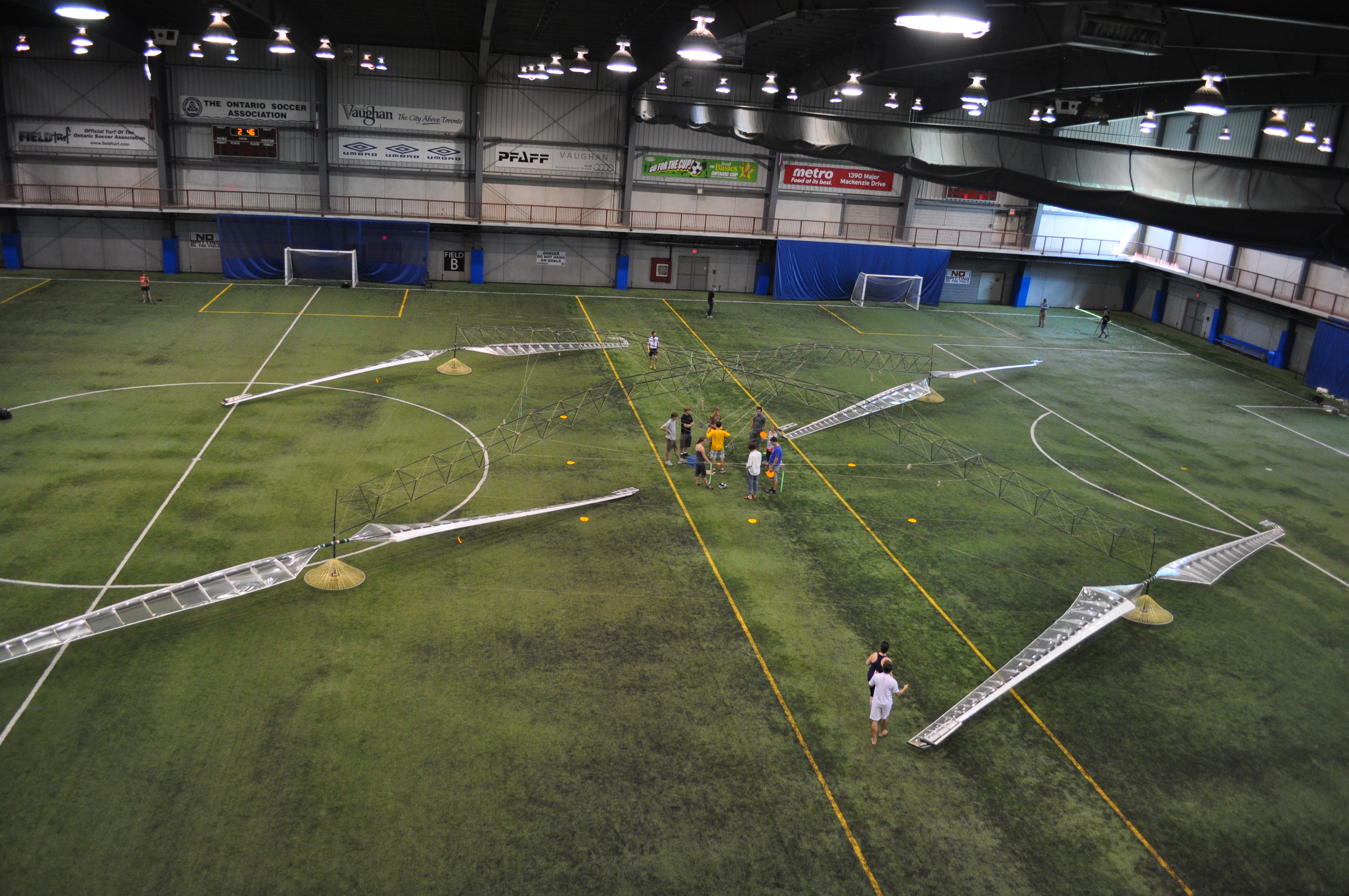
AeroVelo Atlas.

El AeroVelo Atlas es un helicóptero de propulsión humana diseñado y construido por un equipo de ingenieros canadienses para el concurso Igor I. Sikorsky dotado con un premio de 250.000 dólares. El objetivo del concurso era incentivar la creación de un helicóptero capaz de funcionar únicamente con la fuerza generada por el piloto.
El 13 de junio de 2013 el AeroVelo se convirtió en la primera aeronave que logró completar todos los requisitos del concurso, obteniendo así el galardón.

## Características técnicas
Características generales
- Tripulación: 1
- Peso: 55 kg
- Fuente de energía: 1 persona (1,1 kW )
- Diámetro de los rotores principales: 4× 20,4 m
- Área cubierta por cada rotor: 1.307 m²

Puesta en servicio
- Altura de vuelo: 3.3 m